# SINGItForJapan
«#SINGItForJapan» es una segunda versión de «SING», canción de la banda estadounidense de rock My Chemical Romance, perteneciente a su álbum Danger days: the true lives of the Fabulous Killjoys, publicado en 2010.
«#SINGItForJapan» fue creada para ayudar a los afectados por el terremoto y el tsunami ocurridos en Japón el 11 de marzo de 2011. Esta versión fue lanzada en formato digital el 11 de abril de 2011, y se publicó un videoclip. La campaña fue promovida por el guitarrista Ray Toro, que en la página oficial del grupo pidió que los fanes mandaran dibujos, carteles de apoyo, vídeos y demás —usando el hashtag #SINGItForJapan— para incluirlos en el video.